# Les Apaches
Les Apaches eller (Societé des Apaches) var en grupp franska musiker och konstnärer som bildades ungefär år 1900. Gruppen inkluderade följande medlemmar:
- Edouard Benedictus, konstnär och tonsättare
- M.D. Calvocoressi, författare och musikkritiker
- Maurice Delage, tonsättare
- Léon-Paul Fargue, poet
- Lucien Garban, förläggare
- Désiré-Émile Inghelbrecht, dirigent
- Pierre Haour
- Gomez de Riquet
- Tristan Klingsor, poet, konstnär, konstteoretiker
- Maurice Ravel, tonsättare och pianist
- Florent Schmitt, tonsättare
- Paul Sordes, konstnär
- Ricardo Viñes, pianist och tonsättare
- Emile Vuillermoz, musikkritiker

Namnet togs av gruppen efter att oavsiktligt stött ihop med en tidningsförsäljare, som utbrast "Varning för apacherna"! (fr: "Attention les apaches"). De antog därefter strax namnet, men syftade inte på indianer, utan på bråkmakare. Deras mest framstående medlem, Maurice Ravel, föreslog att gruppen skulle adoptera huvudtemat från första satsen av Borodins Symfoni nr 2 som gruppens egen signatur - ett förslag som medlemmarna i gruppen stödde. Gruppen träffades varje lördag, oftast i Paul Sordes hem, annars hos Tristan Klingsor. Claude Debussys opera Pelléas och Mélisande var också en samlingspunkt, både fysiskt och mentalt. 
Ravel dedicerade de fem satserna i sin pianosvit Miroirs till olika medlemmar i Les Apaches.